# Мост Народного Ополчения
Мост Наро́дного Ополче́ния — автодорожный железобетонный рамно-консольный мост через реку Дудергофку в Кировском районе Санкт-Петербурга.

## Расположение
Расположен в створе проспекта Народного Ополчения. Рядом с мостом расположен сквер «Передний край обороны».
Выше по течению находится Старо-Пановский мост, ниже — водопропускное сооружение под Таллинским шоссе и Авангардный мост.
Ближайшая станция метрополитена — «Проспект Ветеранов».

## Название
Название известно с 1970-х годов и дано по проходящей по нему магистрали — проспекту Народного Ополчения.

## История
Мост построен 1976—1977 годах по проекту инженера «Ленгипроинжпроекта» Л. Н. Соболева.

## Конструкция
Мост однопролётный железобетонный, рамно-консольной системы с шарниром в середине пролёта. Ригель рамы выполнен из сборных железобетонных элементов заводского изготовления, омоноличенных с «ногами» рамы. По верху балки объединены железобетонной плитой проезжей части. «Ноги» рамы выполнены из монолитного железобетона на свайном основании. Общая длина моста составляет 26,2 м, ширина — 21,25 м.
Мост предназначен для движения автотранспорта и пешеходов. Проезжая часть моста включает в себя 4 полосы для движения автотранспорта. Покрытие проезжей части и тротуаров — асфальтобетон. Тротуары отделены от проезжей части гранитным поребриком, с низовой стороны моста дополнительно установлено металлическое пешеходное ограждение. Перильное ограждение металлическое безтумбовое.